# Карась Євген Олександрович
Євген Олександрович Карась (нар. 26 березня 1988 пом. 07 березня 2022) — український військовослужбовець, молодший лейтенант Національної гвардії України, учасник російсько-української війни, який відзначився і загинув під час відбиття російського вторгнення в Україну. Кавалер ордена Богдана Хмельницького ІІІ ступеня (2022, посмертно).

## Життєпис
Євген Карась народився 26 березня 1988 у селі Козачі Лагері на Херсонщині у звичайній багатодітній родині: його мама була дояркою, а батько – трактористом. Після закінчення школи навчався у аграрному коледжі села Коробки. 2010 року закінчив Кримський агротехнологічний університет за спеціальністю «Агрономія та виноробство». 
Обравши професію за покликом душі, працював на агрофірмі. Був відповідальним, досконало знав свою справу, особливо любив доглядати персикові сади. У вільний час захоплювався мисливством, мав удома професійну зброю. 
1 жовтня 2015 року Євген поїхав у Києв, де успішно пройшов відбір та початкову підготовку, після чого у листопаді був прийнятий на військову службу за контрактом до лав ОЗСП «Азов» Національної гвардії України та переїхав до Маріуполя, куди з часом перевіз і родину. 
Розпочавши службу рядовим бійцем, 2018-го призначений командиром відділення взводу оперативного призначення. Виконував бойові завдання на території проведення АТО/ООС, зокрема, протягом 8 місяців брав участь у важких боях на Світлодарській дузі. За професіоналізм та мужність був неодноразово відзначений державними та відомчими нагородами, зокрема, 10 жовтня 2019 року у званні сержанта нагороджений медаллю «За військову службу Україні». 
На момент початку повномасштабного російського вторгнення обіймав у «Азові» посаду офіцера (командира відділення) 2-го снайперського відділення снайперської групи спеціального призначення, з перших днів обороняв Маріуполь від окупантів, брав участь у найзапекліших боях. 
Загинув смертю хоробрих 7 березня 2022 року під час виконання бойового завдання з оборони маріупольського передмістя Каменська, внаслідок прямого влучення ворожого снаряду. Останки молодшого лейтенанта Карася було ідентифіковано за тестами ДНК і кремовано 14 травня 2023 року після прощальної церемонії на столичному Байковому кладовищі. 

## Родина
Залишилися дружина та донька, а також мати, сестра, брат. Історія цієї родини стала основою сюжету документального фільму-розслідування журналістки «Суспільного» Ярослави Тимощук «Черга на прощання».
Старший брат Євгена, також військовослужбовець ОЗСП «Азов» головний сержант Микола Карась, загинув у ворожому полоні внаслідок терористичного акту, вчиненого в ніч проти 29 липня 2022 року російськими окупаційними військами на території колишньої Волноваської виправної колонії № 120.

## Нагороди
- Медаль «За військову службу Україні» (10 жовтня 2019 р.)  – за особисту мужність і самовідданість, виявлені під час бойових дій, високий професіоналізм та зразкове виконання службових обов’язків[2];
- Орден Богдана Хмельницького ІІІ ступеня (17 березня 2022 р., посмертно)  –  за особисту мужність і самовіддані дії, виявлені у захисті державного суверенітету та територіальної цілісності України, вірність військовій присязі[3];
- Відзнака Президента України «За участь в антитерористичній операції» (наказ від 17 лютого 2016 р. № 53);
- Нагрудний знак «За доблесну службу» (наказ Командувача НГУ від 12 вересня 2019 р. № 486);
- Нагрудний знак «За відвагу в службі»  (наказ МВС України від 10 червня 2021 р., № 283 о/с);
- звання «Почесний громадянин Хмельницької міської територіальної громади» – присвоєно Рішенням Хмельницької міської ради від 23 вересня 2022 року за особисту мужність та героїзм під час захисту державного суверенітету та територіальної цілісності України.